# Golf von Ragay
Der Golf von Ragay ist eine größtenteils von Land umschlossene Meeresbucht im Südosten der Insel Luzon, auf den Philippinen. Sie ist eine Meeresausbuchtung im Nordosten der Sibuyan-See und erstreckt sich von der Küste der Bondoc-Halbinsel bis zur Bicol-Halbinsel. Im nördlichen Teil des Golfes hat das Wasser einen geringeren Salzgehalt durch die Zuflüsse an Süßwasser, deren Quellen am Mount Labo liegen.
Die Küstenlinie des Golfs von Ragay wird bestimmt durch eine Mischung aus Mangrovenwäldern, Sandstränden und ausgedehnten Marschgebieten, die bei Ebbe trockenfallen. Der mittlere Tidenhub erreicht 1,25 Meter. Der Küstenlinie vorgelagert sind zahlreiche Korallenriffe. In den Orten entlang der Küste wurden in den letzten Jahrzehnten einige künstliche Aquakulturen errichtet, die eine große Bandbreite an Meeresfauna züchten.

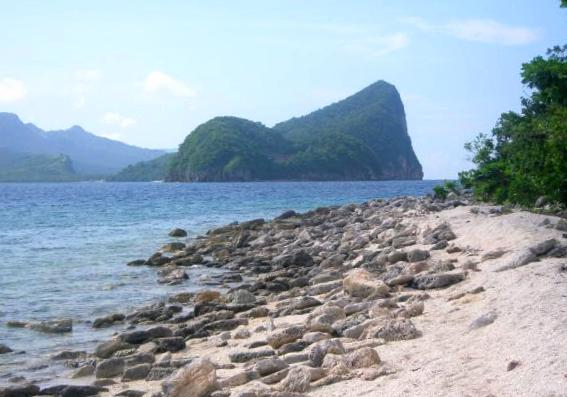
Puro Island im Golf von Ragay, vor der Küste der Gemeinde Libmanan

Das Klima im Bereich des Golfes von Ragay ist tropisch schwülwarm ohne ausgeprägte Trockenzeit. Regenfälle treten das ganze Jahr über auf. Der Golf von Ragay ist ein bei Touristen beliebtes Tauchgewässer; es können unter anderem Walhaie, den Großen Tümmler und den Ostpazifischen Delfin beobachtet werden. Im Golf liegt das Alibijaban Wilderness Area, auf der gleichnamigen Insel.